# 社会主义团结工人党
社会主义团结工人党（葡萄牙語：Partido Operário de Unidade Socialista，缩写为POUS）是葡萄牙的一个已不存在的托洛茨基主义政党。该党成立于1976年，分裂自社会党。2020年，该党失去注册政党资格，并改组为政治协会“POUS—社会主义团结工人政治”。该党的意识形态是共产主义、马克思主义、托洛茨基主义。该党的政治立场是极左翼。该党实行中央委员会集体领导。该党的总部位于里斯本。该党是第四国际 (重建国际中心)的支部。